# Amerikanisme

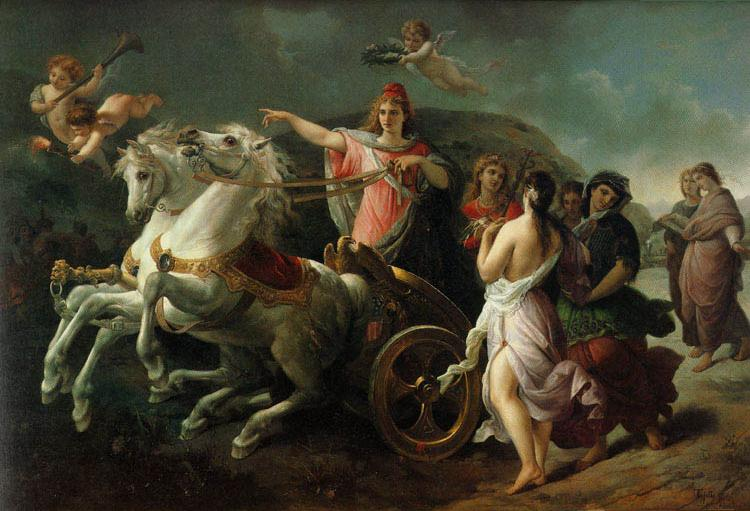
De vooruitgang van Amerika door Domenico Tojetti (1875)

Amerikanisme of Amerikaans exceptionalisme is het idee dat de Verenigde Staten erg verschillen van alle andere ontwikkelde staten. Deze stelling wordt enerzijds ondersteund met relatief objectieve argumenten op basis van de unieke wortels van de VS, alsook op ideologische basis van het volksnationalisme, het nationaal sentiment, de historische evolutie en het wereldprimaat van de politieke en religieuze instellingen. Deze term voor deze vorm van exceptionalisme werd voor het eerst gebruikt door de Franse filosoof Alexis de Tocqueville in 1831. 

## Historisch
Amerikanisme omvat het idee dat de Verenigde Staten en het uitverkoren Amerikaanse volk een speciale plaats innemen in de wereld, in hoofdzaak omdat de VS bij uitstek het land zou zijn dat kansen en hoop aan de mensheid geeft. Het unieke evenwicht tussen publieke en private belangen die beide geregeerd worden door dezelfde grondwettelijke idealen en democratische instellingen, en het primaat van de persoonlijke en economische vrijheden leiden volgens de gelovigen tot deze gevolgtrekking. Dit idee staat zeer dicht bij het Manifest Destiny, een socio-politieke term die voor de eerste maal in de jaren 1840 gelanceerd werd door de Democraten van president Andrew Jackson ter rechtvaardiging van de annexatie van de Far West (het Oregon Territory, Texas en de Mexican Cession). Deze doctrine werd in de jaren 1890 door de Republikeinen overgenomen als theoretische rechtvaardiging van de Amerikaanse territoriale uitbreiding naar Alaska en buiten het Noord-Amerikaanse continent (Hawaï, de Filipijnen en de eilanden in de Stille Oceaan).

## Unieke karakteristieken
De politieke wetenschap definieert amerikanisme als het gevolg van het unieke karakter van de Amerikaanse Republiek en dito samenleving. Men legt vooral de nadruk op de Amerikaanse traditie van anti-autoritair bestuur, een sterk menselijk individualisme, respect voor arbeid en privé-ondernemerschap, falende socialistische en fascistische politieke tendensen, de geografische afscheiding van de VS van de rest van de wereld en de verreikende invloed van religie. Onder religie verstaan zij wel nagenoeg uitsluitend het Christendom in het algemeen en het Protestantisme in het bijzonder. De religieuze onderbouw in de VS staat in schril contrast met de nationale karakteristieken van de andere staten in West-Europa en Scandinavië, alsook met de opkomende samenlevingen in Zuid-Amerika, Oost-Europa en het GOS.
Sommige Amerikaanse staatsburgers gebruiken de term om de morele superioriteit van de Verenigde Staten aan te duiden. Anderen zien het juist als een verwijzing naar het oeramerikaanse concept van vrijheid, dat niet altijd door de heersende Amerikaanse politiek in de praktijk wordt gebracht, maar dat ook nooit uit het maatschappelijk debat kan en zal verdwijnen. Onderzoekers en academici gebruiken de term uitsluitend voor de echte scherpe en meetbare verschillen in de publieke opinie en in de politieke relaties tussen Amerikanen en hun tegenhangers in de andere ontwikkelde westerse democratieën. Amerikanen zijn bijvoorbeeld veel religieuzer ingesteld dan Europeanen, zijn veel actiever betrokken bij politiek bestuur en zijn het veel meer eens met de idee van hard werken en individuele sociale promotie. Het concept is dus niet per definitie een uitdrukking van idealen, maar ook van meetbare politieke feiten.

## Internationaal recht
Onder grondwetspecialisten in de VS en daarbuiten groeit de aanhang voor de basisidee dat de Verenigde Staten niet gebonden zijn door het internationaal recht. De Amerikaanse belangen zijn in hun ogen fundamenteel voor de VS en voor de vrije wereld. Deze stellingname wordt beargumenteerd met het impliciete uitgangspunt dat de Verenigde Staten nooit een internationale wet kunnen overtreden, eventueel uitgezonderd schendingen van de mensenrechten, omdat de Verenigde Staten deze wetten zelf opgesteld, verdedigd, uitgedragen en ingevoerd heeft. Na de aanslagen van 11 september 2001 kwam het hele concept van amerikanisme of Amerikaans exceptionalisme zwaar onder druk te staan omdat de internationale gemeenschap de mensenrechtenschendingen in en door de VS in het kader van de War on Terror blijft veroordelen.

## Kritiek en nuance
Sommigen stellen dat de term Amerikaans exceptionalisme niets meer of minder is dan een verregaand etnocentrisme en dito racisme, of zelfs niets meer dan ordinaire propaganda die in dienst staat van de rechtvaardiging van een op de VS gecentreerd wereldbeeld. In deze betekenis is amerikanisme van nature chauvinistisch en jingoïstisch. Volgens hen hebben zowat alle staten soortgelijke claims gemaakt op het hoogtepunt van hun macht. De geschiedenis heeft echter aangetoond dat het idee van een buitengewone aard of van een intrinsiek ander lot dan alle andere staten op Aarde nooit eeuwig meegaat. Ten slotte zijn er ook nog politicologen die deze term eenvoudigweg gebruiken om sommige excepties binnen het Amerikaanse bestel aan te duiden, zonder daarom per se uit te gaan van een aangeboren Amerikaanse superioriteit die zulke excepties mogelijk gemaakt heeft.